# Richeza-Annalen
Die Richeza-Annalen und später Ältere Kapitelannalen (polnisch Rocznik Rychezy und später Rocznik kapitulny dawny) sind Annalen, die vom 11. bis zum 13. Jahrhundert in Polen geführt wurden. Gemeinhin gelten sie als Grundlage und Quelle der polnischen Annalistik. Das Original ist jedoch verloren und der Inhalt nur indirekt überliefert.
Die Annalen wurden in Gniezno ab ca. 1013 geführt und basieren auf den bereits kompilierten Annales Colonienses, die Richeza aus Deutschland nach Polen brachte. Zunächst wurden hauptsächlich dynastische Ereignisse verzeichnet. Gegen 1032 wurden höchstwahrscheinlich die Eintragungen aus den Jordanes-Annalen übernommen, die wenige Jahre später als Kriegsbeute von Břetislav I. aus Polen geraubt wurden und für die polnischen Historiografen verloren ging. 
Nach dem Tod von Mieszko II. 1034 floh Richeza aus Polen und nahm die Annalen mit sich. Ihr Sohn Kasimir brachte sie zurück nach Polen, wo sie nun in der neuen Hauptstadt Krakau fortgeführt wurden und als Jahrbücher des Hofes dienten. Schrittweise entwickelten sie sich zu den Annalen des Krakauer Kapitels und erlangten im 12. Jahrhundert einen größeren Bekanntheitsgrad. Höchstwahrscheinlich wurden sie von Gallus Anonymus für seine Chronik und Taten der Herzöge und Fürsten von Polen sowie vom Verfasser der Heiligkreuz-Annalen verwendet. Auch im 13. Jahrhundert wurde sie für die Annalen des Domkapitels Krakau genutzt. Einflüsse lassen sich auch in den Posener Annalen und Lubiner Annalen nachweisen.